# Bosquerola cuaverda
La bosquerola cuaverda (Microligea palustris) és un ocell de la família dels fenicofílids (Phaenicophilidae) i única espècie del gènere Microligea Cory, 1884.

## Hàbitat i distribució
Habita densos matolls a les terres baixes de la Hispaniola, incloent l'illa Beata.